# از اعماق (نامه)

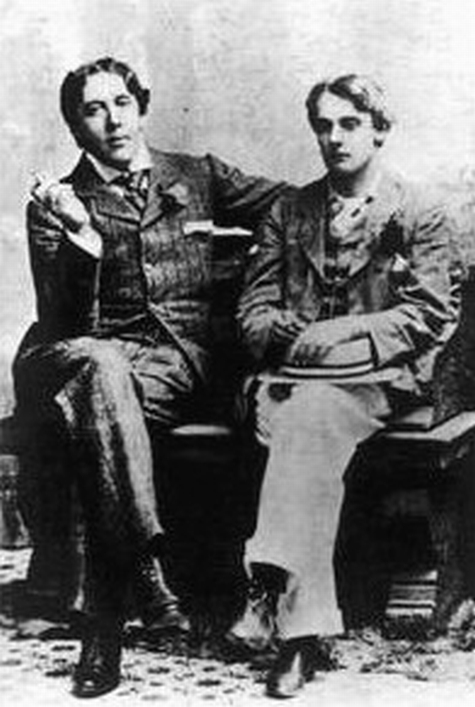
وایلد و داگلاس، ۱۸۹۳ میلادی

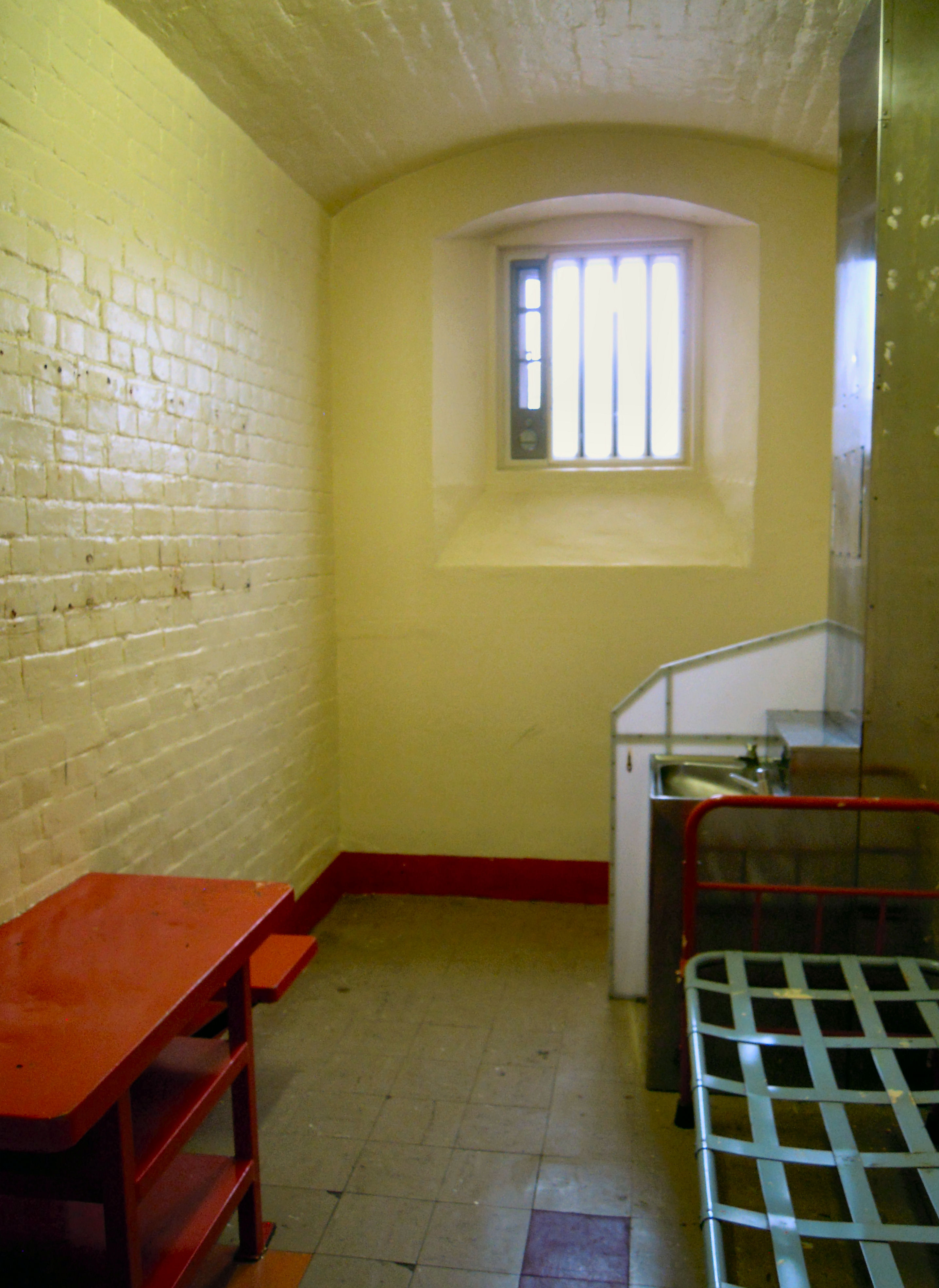
سلول اسکار وایلد در زندان ردینگ که اکنون تعطیل شده‌است

از اعماق (لاتین: De Profundis) نامه‌ای طولانی در ۵۵ هزار واژه و ۸۰ صفحه از اسکار وایلد است که در دوران حبس دو ساله‌اش به جرم همجنس‌گرایی در زندان ردینگ نوشته شده‌است. وایلد این نامه را خطاب به بوزی (لرد آلفرد داگلاس)، معشوق خود نوشته‌است. نامه با عبارت «بوزی عزیز» آغاز و با «دوستِ عاشقِ تو» پایان می‌یابد. او در نیمهٔ نخست نامه بوزی و خودش را برای غرور و ضعف متهم می‌کند، ولی در نیمهٔ دومِ نامه، لحن او حالتی معنوی پیدا کرده و وایلد با مسیح بر سر رنج همذات‌پنداری می‌کند.
از اعماق نخستین بار در سال ۱۹۰۵ (پنج سال پس از مرگ وایلد) منتشر می‌شود که در این چاپ بخش‌هایی از نامه حذف شده بوده‌است. نسخهٔ کامل نامه سرانجام در ۱۹۶۳ میلادی چاپ می‌شود. این نامه به‌وسیلهٔ مریم امینی به فارسی ترجمه و توسط نشر مرکز منتشر شده‌است.

## پیشینه
رابطهٔ اسکار وایلد و لرد آلفرد داگلاس از ۱۸۹۱ میلادی آغاز گشت. در سال ۱۸۹۵ وایلد در اوج شهرت قرار داشت و نمایش‌نامهٔ اهمیت جدی بودن هنوز در لندن اجرا می‌شد. در این زمان مارکی کویینزبری (پدر آلفرد داگلاس) که از این رابطه ناخشنود بود، به آزار و توهین به وایلد می‌پردازد. وایلد هم به تشویق آلفرد داگلاس از پدر او شکایت می‌کند. با این وجود، در دادگاه تهمت مارکی کویینزبری مطابق واقعیت دانسته می‌شود و وایلد به دلیل عمل منافی عفت به دو سال زندان همراه با کار اجباری محکوم می‌شود.
وایلد نوشتن این نامه را در چهار ماه پایانی دوران حبسش آغاز کرده‌است. در آن زمان به زندانیان اجازه داده نمی‌شد که نمایش‌نامه، داستان، یا مقاله بنویسند؛ ولی آن‌ها اجازهٔ نوشتن نامه را داشتند و مقررات زندان طول نامه را مشخص نکرده بوده‌است. مدیر زندان که با اسکار وایلد برخورد نرمی داشته‌است کاغذ و قلم در اختیار او قرار داده‌است. هر روز کاغذها جمع‌آوری می‌شده‌است و صبح روز بعد دوباره در اختیار او قرار می‌گرفته‌اند تا نوشتن نامه را ادامه دهد. در نهایت زمانی که وایلد از زندان آزاد می‌شود نامه را در اختیار او قرار می‌دهند تا با خود ببرد.

## چاپ

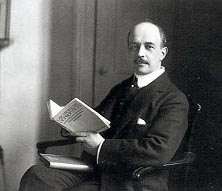
رابرت راس، دوست و معشوق وایلد و کسی که نامه را منتشر کرد، ۱۹۱۱ میلادی

وایلد پس از رهایی از زندان هیچ تغییری در نامه نداد؛ ولی به‌جای لرد آلفرد داگلاس، نامه را به معشوق دیگرش رابرت راس (روزنامه‌نگاری کانادایی) داد. قرار شد که راس نسخه‌ای از نامه را برای داگلاس بفرستد. داگلاس بعدها ادعا کرد که آن کپی را بدون آنکه بخواند آتش زده‌است. راس نامه را در ۱۹۰۵ میلادی (پنج سال پس از مرگ وایلد در ۴۶ سالگی) منتشر کرد و عنوانِ از اعماق را از یک سرودهٔ مسیحی برای آن برگزید. در این چاپ بخش‌هایی از نامه شامل تمام اشاره‌ها به لرد آلفرد داگلاس و خانواده‌اش حذف شده‌است. راس که می‌دانست نامه تا سال ۱۹۶۰ عمومی نخواهد شد نسخهٔ دستنویس را به موزه بریتانیا اهدا کرد. نسخهٔ دستنویس اکنون در کتابخانه بریتانیا نگهداری می‌شود.
در سال ۱۹۴۹ پسر وایلد به انتشار نامهٔ کامل همت گماشت. از آنجایی که او از نمونهٔ تایپ شدهٔ پر از اشکالی استفاده کرده بود، نسخهٔ چاپ‌شده دارای صدها اشکال بود. در ۱۹۶۰ میلادی سرانجام نسخهٔ کامل و ویرایش شدهٔ نامه با مطابقت با نسخهٔ دستنویس در کتابخانهٔ بریتانیا چاپ شد.

## یادداشت
1. ↑  این تعداد صفحه‌ها مربوط به نسخهٔ دستنویسِ نامه است. به گفتهٔ رابرت راس، که نسخهٔ اصلی را از وایلد دریافت کرده بوده‌است، نامه به‌صورت فشرده در هشتاد صفحه نوشته شده بوده که شامل بیست قسمت چهار صفحه‌ای بوده‌است. در چاپ نامه در ۱۹۶۶ میلادی در مجموعه‌آثار وایلد، تعداد صفحه‌ها ۸۴ بوده‌است.